# Dritter Kreuzzug
Der Dritte Kreuzzug war ein Kriegszug, zu dem Papst Gregor VIII. in einer Bulle die christlichen Königreiche Europas aufrief, nachdem der Ayyubiden-Sultan Saladin das Heer des Königreichs Jerusalem besiegt und die Hauptstadt Jerusalem erobert hatte, die damit nach rund 90 Jahren wieder unter muslimische Herrschaft kam. Der Kreuzzug begann 1189 unter der Führung von Friedrich Barbarossa, dem Kaiser des römisch-deutschen Reiches, der vor Erreichen des Heiligen Landes ums Leben kam, Philipp II. von Frankreich und Richard Löwenherz von England. Der Kreuzzug endete 1192 mit einem Friedensvertrag, ohne dass die Stadt Jerusalem von den Kreuzfahrern erobert worden wäre. Dem Königreich Jerusalem konnte lediglich der Küstenstreifen von Beirut bis Jaffa gesichert werden, und Akkon, das die Kreuzfahrer nach langer Belagerung erobert hatten, wurde die neue Hauptstadt. Unbewaffneten christlichen Pilgern wurde der freie Zugang nach Jerusalem zugesichert.
Im Zusammenhang mit dem Dritten Kreuzzug taucht erstmals die Bezeichnung cruce signatus (mit dem Kreuz gekennzeichnet) auf, woraus sich dann die Begriffe „Kreuzzug“ und „Kreuzfahrer“ entwickelten. Davor waren die Kreuzfahrer als „Pilger“, „Reisende“ oder „Soldaten Christi“ bezeichnet worden.

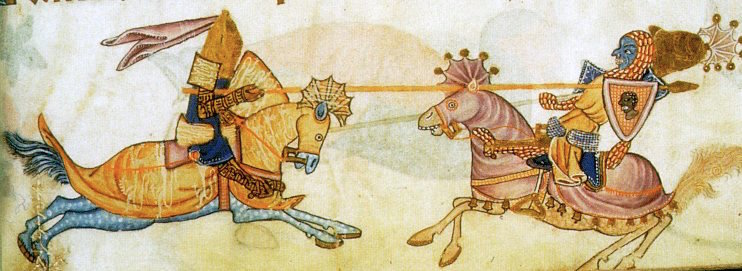
Richard Löwenherz im Zweikampf mit Saladin. Englische Phantasiedarstellung, um 1340

## Ursachen des Dritten Kreuzzuges

Die Levante zu Beginn des Dritten Kreuzzugs.

Nach dem gescheiterten Zweiten Kreuzzug gerieten die Kreuzfahrerstaaten immer stärker in Bedrängnis.
Im Jahre 1154 eroberte Nur ad-Din, Emir von Mossul aus der Dynastie der Zengiden, das Emirat Damaskus, wohin er seinen Hauptsitz verlagerte. Im Jahre 1169 schickte Nur ad-Din den sarazenischen Feldherren Saladin und dessen Onkel als Truppenführer eines Feldzuges gegen die Kreuzfahrer nach Ägypten. Der Feldzug endete mit der Beseitigung des schiitischen Fatimiden-Kalifats von Kairo durch Saladin im Jahre 1171, nachdem der Kalif verstorben war. Eigenmächtig ernannte sich Saladin zum Sultan von Ägypten und begründete die Dynastie der Ayyubiden. Dadurch kam es zu schweren Konflikten mit Nur ad-Din, welcher aber 1173 starb. Daraufhin besetzte Saladin Damaskus und große Teile Syriens. 1183 gelang ihm die Einnahme Aleppos, vier Jahre später eroberte er Mossul. Nachdem Saladin seine muslimischen Feinde besiegt hatte, wandte er sich den Kreuzfahrerstaaten zu, die sich nun in seiner Umklammerung befanden.
Mit einem großen Heer zog er Richtung Palästina, wo er am 4. Juli 1187 in der Schlacht bei Hattin ein Kreuzfahrerheer vernichtend schlug. Nach dieser Schlacht entriss Saladin den Kreuzfahrern nahezu ungehindert Städte wie Akkon und eroberte einen Großteil des Königreichs Jerusalem. Am 2. Oktober 1187 nahmen Saladins Truppen nach kurzer Belagerung Jerusalem ein, wobei sie jeden, der ein Lösegeld aufbringen konnte, freiließen und den Rest versklavten. Die Kreuzfahrer kontrollierten jetzt nur noch Tyros, Tripolis, Antiochia und einige Festungen, die Saladin im folgenden Jahr ebenfalls angriff.
Die Nachricht von der Eroberung Palästinas durch Saladin löste in Europa große Bestürzung aus, was auch die Todesursache von Papst Urban III. gewesen sein soll. Die Forderung nach einem neuen Kreuzzug wurde schnell laut. Am 29. Oktober 1187 rief Papst Gregor VIII. mit der Bulle „Audita tremendi“ zu einem allgemeinen Waffenstillstand in Europa und zum Dritten Kreuzzug auf. Als Gregor nach nur zwei Monaten im Pontifikat starb, übernahm sein Nachfolger Clemens III. das Propagieren des Kreuzzugs.

## Verlauf des Dritten Kreuzzuges
Als erster Herrscher zeigte sich im Jahre 1187 Wilhelm II., der normannische König Siziliens, zur Teilnahme bereit. Er schickte umgehend 50 Galeeren, die erheblich zum Erfolg der Verteidigung von Tripolis beitrugen.
Der englische König Heinrich II. und der französische König Philipp II. beendeten ihren Dauerkonflikt um die englischen Lehen in Westfrankreich und nahmen am 21. Januar 1188 in Gisors in der Normandie gemeinsam das Kreuz.
Der Kaiser des Heiligen Römischen Reiches Friedrich I. (genannt Barbarossa) erklärte im März 1188 auf dem Reichstag in Mainz, gemäß seiner Vorstellung vom sakralen und universalen Charakter des Kaisertitels, seine persönliche Teilnahme am Kreuzzug. Auf dem Reichstag in Mainz wurde auch die Finanzierung für den Kreuzzug Friedrich Barbarossas geregelt. Hierbei wurde festgelegt, dass jeder Kreuzzugsteilnehmer mindestens drei Mark Silber an Ausgaben aufbringen musste, um am Kreuzzug teilnehmen zu können. Dieser Betrag wurde als Minimalausgabe eines Kreuzritters für zwei Jahre geschätzt.
Im Juli 1189 starb König Heinrich II., und sein Sohn Richard I. wurde sein Nachfolger. Dieser erneuerte im Juli 1189 in Azay-le-Rideau an der Loire zusammen mit Philipp II. das Kreuzzugsgelübde, wobei vereinbart wurde, gemeinsam zu ziehen, da keiner der beiden dem anderen traute und die Abwesenheit des einen Königs einen zu großen Vorteil für den Daheimgebliebenen bedeutet hätte. Sie sollten schließlich im Juli 1190 aufbrechen. Zur Finanzierung der Kreuzzugskosten erhoben beide Herrscher eine Kreuzzugssteuer, den sogenannten Saladinszehnten.

### Der Kreuzzug Friedrichs I.
Am 11. Mai 1189 brach Friedrich mit dem vermutlich größten Kontingent, das jemals ein einzelner Fürst zu einem Kreuzzug beisteuerte, in Regensburg auf. Friedrich wurde von einigen Vertretern des deutschen Hochadels begleitet.
Bereits 1188 hatte Friedrich mit König Béla III. von Ungarn, Kaiser Isaak II. Angelos von Konstantinopel und dem mit Isaak befreundeten Sultan Kılıç Arslan II. von Iconium verhandelt, die ihm freien Durchzug und die Verpflegung seines Heeres zusicherten.
Das Kreuzfahrerheer wählte den Landweg der Donau entlang. Am 22. Mai überschritt es die deutsch-ungarische Grenze. Pfingsten feierte man vor den Toren von Pressburg. Am 4. Juni wurde der Kaiser bei Gran vom ungarischen Königspaar pompös empfangen und bewirtet. In Ungarn verlobte sich Friedrichs Sohn, Herzog Friedrich VI. von Schwaben, mit der ungarischen Königstochter Konstanze. Als in Belgrad Station gemacht wurde, hatte sich die Anzahl der Kreuzfahrer durch den Zustrom von Menschen aus Österreich und Ungarn um ein Vielfaches erhöht, darunter auch Géza, der Bruder des ungarischen Königs. Die Reise durch Ungarn verlief ohne größere Schwierigkeiten.

#### Zug über den Balkan
In Niš wurde Friedrich I. am 27. Juli 1189 vom serbischen Großzupan Stefan Nemanja, der gerade eine Rebellion gegen das byzantinische Reich anführte, empfangen und großzügig beschenkt.
Als die byzantinische Grenze überschritten wurde, zeigte sich, dass Kaiser Isaak II. Angelos nicht nur die übernommenen Verpflichtungen nicht einhielt, sondern auch feindselige Absichten gegen die Kreuzfahrer hegte. Während ihres Weges über Triadica nach Philippopel wurden die Kreuzfahrer immer wieder von byzantinischen und bulgarischen Banditen bedrängt. Insgeheim hatte der byzantinische Kaiser zwischenzeitlich ein Bündnis mit Saladin gegen die Kreuzfahrer vereinbart und verweigerte ihnen ab August auch ausdrücklich die Weiterreise. Nachdem Isaak II. Angelos einige Gesandte Friedrichs I. hatte gefangen nehmen lassen, ließ dieser am 26. August die Stadt Philippopel einnehmen und in den folgenden Wochen zur Verpflegung seiner Armee umliegende Städte und Burgen erobern oder plündern. Als Verhandlungen mit Isaak nicht vorankamen, marschierte Friedrich I. im November nach Adrianopel weiter, ließ die Stadt am 22. November einnehmen und dort überwintern. Zahlreiche Städte des Umlandes wurden geplündert und byzantinischer Widerstand niedergekämpft. Friedrichs Heer kontrollierte nun das Umland bis nahe an die Mauern Konstantinopels heran. Im Dezember und Januar nahm Friedrich auch Kontakt mit dem serbischen Großzupan Stefan Nemanja sowie walachischen und kumanischen Rebellen auf und verhandelte mit ihnen über einen gemeinsamen Angriff auf Konstantinopel. Daraufhin lenkte der byzantinische Kaiser im Januar 1190 ein. Am 14. Februar schloss man ein Abkommen, wonach Isaak Schiffe, Geiseln und Lebensmittel zur Verfügung stellen musste. Die Kreuzfahrer überquerten damit in den Tagen vom 22. bis 28. März 1190 bei Gallipoli den Hellespont.

#### Zug durch Kleinasien
Das Heer bahnte sich darauf einen Weg durch Kleinasien. Ab Laodicea befand es sich in muslimischem Gebiet und wurde von den türkischen Rum-Seldschuken angegriffen. Der alternde Kılıç Arslan II. hatte sich von der Regierung zurückgezogen und sie seinen Söhnen überlassen. Der älteste von ihnen, Rutbeddin, schloss sogleich ein Bündnis mit Saladin. Am 7. Mai 1190 setzten sich die Kreuzfahrer in der Schlacht bei Philomelion das erste Mal gegen türkische Einheiten durch. In der gebirgigen Landschaft gab es wenige Lebensmittel, Krankheiten brachen aus, der Transport von Material erwies sich als zunehmend schwieriger. Am 18. Mai 1190 gelang es dem Kreuzfahrerheer, die Türken in der Schlacht bei Iconium ein zweites Mal zu schlagen und deren Hauptstadt einzunehmen. Die Besiegten mussten nun Pferde, Lasttiere und Lebensmittel zur Verfügung stellen und den Kreuzfahrern Geiseln überlassen, die freies Geleit gewährleisteten.
Ende Mai 1190 erreichte Friedrich mit seinem Heer das befreundete Königreich Kleinarmenien in Kilikien und wurde freundlich aufgenommen und unterstützt. Über schwierige Bergpfade zog er nach Seleucia am Fuß des Taurus-Gebirges. Am 10. Juni 1190, schon in Sichtweite der Stadt, ertrank er aber im Fluss Saleph.

#### Auflösung oder Weitermarsch nach Akkon
Von Antiochia aus kehrte ein großer Teil des Heeres demoralisiert auf dem Seeweg nach Hause zurück. Die wenigen verbliebenen Kreuzfahrer reisten unter Führung von Friedrichs Sohn, Friedrich von Schwaben, auf dem Landweg über Tyros in Richtung Jerusalem weiter. Im Oktober 1190 erreichte der Rest von Kaiser Friedrichs Kreuzfahrerheer die belagerte Stadt Akkon und schloss sich den christlichen Belagerern an.

### Philipps und Richards Kreuzzug

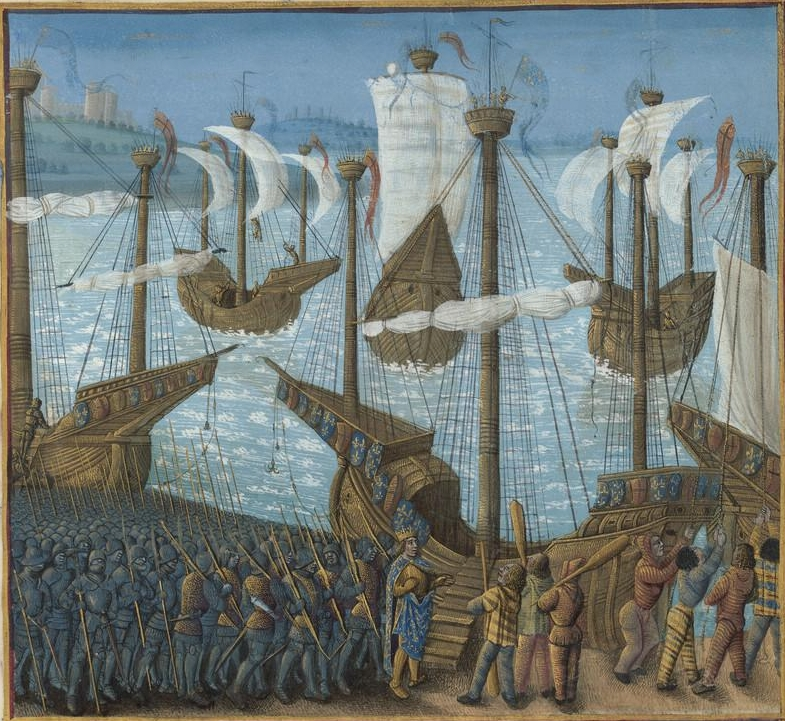
Einschiffung Philipp Augusts in Genua zum Kreuzzug (Miniatur um 1490)

Nachdem sie durch die Einführung einer Sondersteuer in ihren Königreichen die finanziellen Mittel für einen Kreuzzug aufgebracht hatten und kriegerische Konflikte miteinander beigelegt hatten, brachen Richard I. von England und Philipp II. von Frankreich am 4. Juli 1190 vom gemeinsamen Treffpunkt in Vézelay nach Palästina auf. Man zog eine Weile gemeinsam, dann trennten sich die Wege der beiden Armeen. Richard zog nach Marseille, wo er auf seine Flotte aus England/Westfrankreich traf, die gerade die Iberische Halbinsel umsegelt hatte. Philipp zog nach Genua, wo er eine genuesische Flotte angeheuert hatte.

#### Überwinterung auf Sizilien
Über den Seeweg erreichten beide im September 1190 Sizilien. 1189 war dort Wilhelm II. von Sizilien kinderlos verstorben. Als neuer König hatte sich Tankred von Lecce durchgesetzt und hielt nun Wilhelms Ehefrau Johanna, die Schwester Richards, gefangen. Richard eroberte am 4. Oktober 1190 die Stadt Messina, befreite seine Schwester und ließ das Kreuzfahrerheer in Messina überwintern. Im März 1191 schlossen schließlich Tankred, Philipp und Richard einen formellen Friedensvertrag.
Am 30. März setzte Philipp die Reise direkt nach Palästina fort. Am 10. April stach auch Richard in See.

#### Richards Eroberung Zyperns
Richards Flotte geriet vor Kreta in einen Sturm und wurde dadurch in zwei Teile getrennt. Während Richard selbst und der Hauptteil seiner Streitmacht sich Ende April in Rhodos sammelte, wurden einige Schiffe mit Richards Verlobter Berengaria von Navarra und seiner Schwester Johanna nach Zypern abgetrieben.
Von letzterem Flottenteil waren zwei oder drei Schiffe an der zypriotischen Küste nahe Limassol gestrandet. Eines von ihnen hatte den wesentlichen Teil von Richards Kriegskasse an Bord. Die überlebenden Kreuzfahrer waren von den Zyprioten gefangen genommen und ihrer Habe beraubt worden. Auch der Großteil von Richards Kriegskasse fiel in die Hände des dortigen Kaisers Isaak Komnenos. Zypern hatte jahrhundertelang zum byzantinischen Reich gehört, bis es im Jahre 1184 unter Isaak Komnenos seine Unabhängigkeit erlangte. Isaak lud Berengaria und Johanna, deren Schiffe unbeschädigt waren, nach Limassol ein. Aus Furcht, dort ebenfalls gefangen genommen zu werden, lehnten sie das Angebot aber ab und warteten auf ihren verbliebenen Schiffen vor der Küste Zyperns auf die Ankunft Richards mit dem Hauptteil der Flotte. Dieser traf am 6. Mai ein. Richard verlangte von Isaak die sofortige Freilassung seiner Männer und die Herausgabe des geraubten Besitzes. Als Isaak ablehnte, landete Richard mit seiner Streitmacht und schlug Isaaks Heer zunächst am Strand und am nächsten Tag weiter inlands in die Flucht und besetzte Limassol. Dort heiratete Richard am 12. Mai seine Verlobte Berengaria von Navarra.
Isaak machte Richard nun wohlwollende Zusagen, zog sich aber kurz darauf auf die Burg Kantara, in die Sicherheit des zypriotischen Hinterlandes zurück, verweigerte Richard jedwedes Zugeständnis und befahl ihm, die Insel zu verlassen. Richard eroberte daraufhin schnell große Teile der Insel und belagerte Isaak in seiner Burg. Dabei kam Richard die mangelhafte Loyalität von Teilen der zypriotischen Bevölkerung zugute, die in den vergangenen sieben Jahren unter der Herrschaft Isaaks zu leiden gehabt hatte. Isaak Komnenos kapitulierte schließlich unter der Bedingung, dass ihn Richard nicht in Eisen legen dürfe. Richard zog daraufhin in die Burg ein und legte ihn und seine Tochter prompt in Silberketten.
Richard nutzte Zypern nun als reiche Nachschubbasis für seinen Kreuzzug, er erbeutete Isaaks Staatsschatz und belegte Zypern mit hohen Sondersteuern. Am 5. Juni 1191 segelte er nach Palästina weiter. Zypern sollte später zu einem weiteren Kreuzfahrerstaat werden.

#### Der Kampf um Akkon
Im April 1191 landete Philipp mit seinen Truppen in Tyros, knapp sieben Wochen später folgte Richards Heer. Das primäre Ziel der Kreuzfahrer war Akkon, das seit August 1189 durch Guido von Lusignan belagert wurde. Guido von Lusignan war der ehemalige König von Jerusalem, der seine verbliebenen Truppen aufgeboten hatte, um die Stadt einzunehmen und damit eine Basis für die Wiedererrichtung seines Königreiches zu erlangen, was aber am zähen Widerstand der Verteidiger scheiterte. Auch das Eintreffen der restlichen deutschen Kreuzfahrer im Oktober 1190 änderte die Lage nicht. Zudem waren die Belagerer wiederum von Truppen Saladins eingeschlossen.

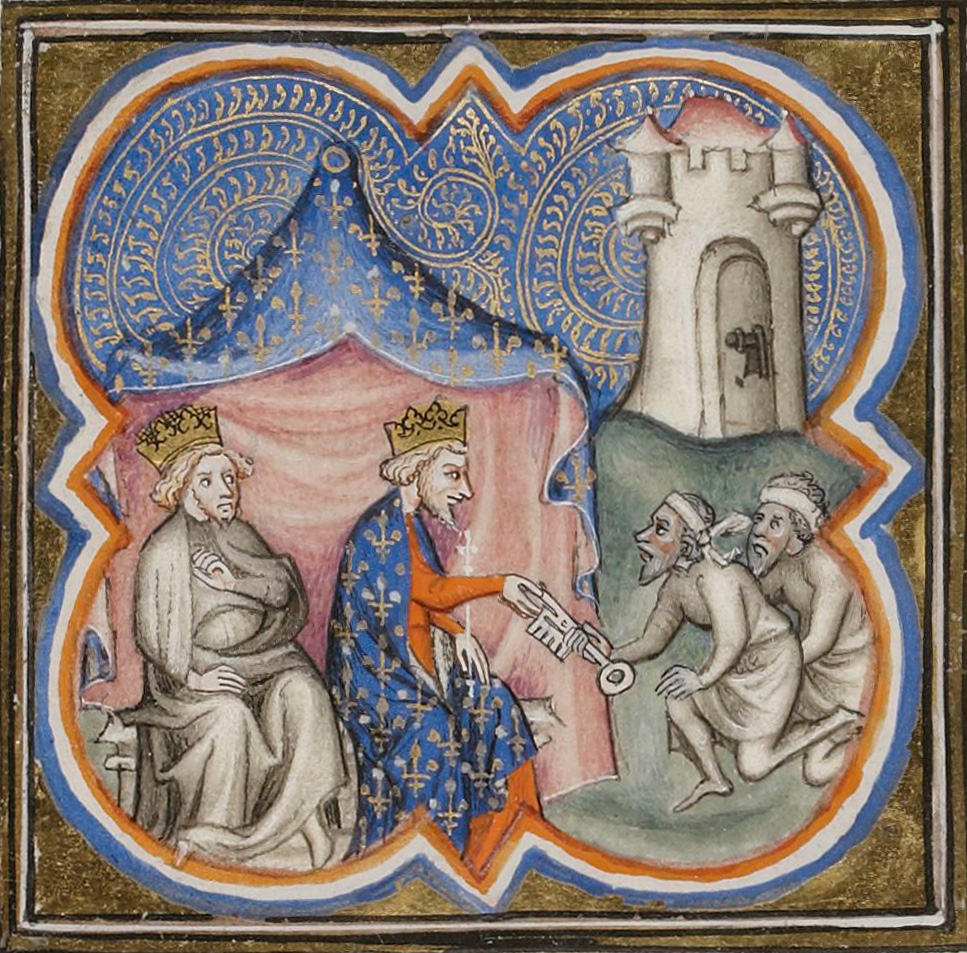
Akkon kapituliert vor Philipp und Richard (französische Miniatur aus dem 14. Jahrhundert)

Durch das Eintreffen der englischen und französischen Kreuzfahrer kam Bewegung in die festgefahrene Lage. Die Belagerung von See aus wurde durch die zusätzlichen französischen und englischen Schiffe verstärkt. In der Stadt brachen Seuchen aus. Die Kreuzfahrer unterminierten die Stadtmauer, so dass sie einzustürzen drohte. Außerdem war die Wasserversorgung abgegraben worden. Am 12. Juli wurde die Stadt mit Einverständnis Saladins an die Kreuzfahrer übergeben. Die Soldaten der muslimischen Garnison wurden als Geiseln genommen, um die Leistung der Entschädigungsbedingungen durch Saladin sicherzustellen (Zahlung von 200.000 Gold-Dinaren, Rückgabe des Wahren Kreuzes, Freilassung der christlichen Gefangenen). Zugeständnisse in diesen Dimensionen zeigen, welch großen Sieg die lateinische Christenheit errungen hatte.
Über der Zitadelle von Akkon wehten nun drei Banner: das englische Banner Richards, das französische Banner Philipps sowie das deutsche Banner Leopolds V. von Österreich, der seit dem Tod Friedrichs von Schwaben im Januar 1191 das deutsche Kontingent befehligte, sich als Vertreter des römisch-deutschen Kaisers betrachtete und daher den gleichen Rang (und den gleichen Beuteanteil) wie die beiden Könige beanspruchte. Richard war über die Anmaßung Leopolds empört, zumal dieser selbst lediglich den Rang eines Herzogs hatte. Unangemessen erschien Leopolds Forderung auch deshalb, weil dessen kleines deutsches Kontingent bei der Eroberung Akkons nur eine unbedeutende Rolle gespielt hatte. Kurzerhand ließ Richard das Banner Leopolds von einem Knappen in den Burggraben werfen. Wegen dieser Demütigung zog Leopold V. wenig später mit seinen Truppen nach Europa ab.
Die Kreuzfahrer stritten sich nun, wer der zukünftige König von Jerusalem werden sollte. Man einigte sich schließlich auf einen Kompromiss: Zuerst sollte Guido von Lusignan und nach dessen Tod Konrad von Montferrat König werden. Daraufhin reiste Philipp II. am 31. Juli nach Frankreich ab, um dort die Erbfolge seines wichtigen Vasallen Philipp von Elsass zu regeln, der kurz zuvor im Lager von Akkon kinderlos verstorben war. Den Großteil seines Heeres ließ Philipp bei Richard zurück. Richard hatte somit nun den alleinigen Oberbefehl inne.
Unterdessen strebte Konrad von Montferrat hinter Richards Rücken einen Separatfrieden mit Saladin an. Etwa die Hälfte der Gefangenen wurde vom französischen Kreuzfahrerkontingent bewacht und von Konrad als Verhandlungsmasse eines solchen Separatfriedens verwendet. Als sich die Zahlung des Lösegeldes für die muslimischen Gefangenen verzögerte, ließ Richard Ende August 1191 ca. 2.700 muslimische Gefangene enthaupten. Durch das Massaker an den Gefangenen entschied Richard den internen Konflikt für sich und demonstrierte drastisch seine Entschlossenheit. Saladins Truppen griffen daraufhin die inzwischen instandgesetzten Mauern Akkons zweimal an, wurden aber abgewehrt. Dann zog Saladin seine Truppen zurück, um sie für eine Verteidigung Jerusalems aufzusparen.

### Richards Kreuzzug
Richard zog in südlicher Richtung entlang der Küste, während Saladins leichte Einheiten ihn in ständige kleinere Scharmützel verwickelten. Bei Arsuf kam es am 7. September 1191 zur Schlacht mit Saladins Hauptheer und zum ersten Sieg der Kreuzfahrer seit Hattin. Saladins Heer musste sich geschlagen zurückziehen und mied fortan offene Feldschlachten gegen die Kreuzfahrer.
So konnte Richard am 10. September ungehindert Jaffa besetzen, wo er die Stadtbefestigungen wiederaufbauen ließ. Saladin eilte unterdessen zur Festungsstadt Askalon, die die strategisch wichtige Verbindungsstraße nach Ägypten sicherte. Er hatte entschieden, sich zu Lasten Askalons auf die Verteidigung Jerusalems zu konzentrieren. So schloss er die dortige starke Garnison seinem Heer an und ließ die Stadtmauer Askalons zerstören, um die Festung nicht intakt in die Hände der Kreuzfahrer fallen zu lassen.

#### Marsch auf Jerusalem
Die Kreuzfahrer blieben bis Oktober 1191 in der Nähe von Jaffa, wo sie die umliegenden Burgen wiederaufbauten, um die Nachschub- und Kommunikationswege zwischen Jerusalem und der Küste zu sichern. Zugleich führten Richard und Al-Adil, der Bruder des Sultans, in dessen Namen im Lager der Kreuzritter längere Geheimverhandlungen über einen Friedensschluss. Zentraler Punkt wäre eine Eheschließung zwischen Al-Adil und der Schwester König Richards, Prinzessin Johanna Plantagenet, gewesen. Dem Paar sollte dabei die Herrschaft über das Königreich Jerusalem zugesprochen werden, sodass sich eine Eroberung der Stadt durch die Kreuzfahrer erübrigt hätte. Dieses Vorhaben sei aber letztlich an der Weigerung von Saladins Bruder gescheitert, zum christlichen Glauben zu konvertieren.
Am 15. November zog Richard weiter entlang der Straße nach Jerusalem in die Gegend von Ramla, am 23. Dezember bis zur Burg Toron des Chevaliers und ließ unterwegs die Burgen der Umgebung wiederbefestigen. Toron des Chevaliers liegt ca. 15 km von Jerusalem entfernt. Hier kam es nun wieder zu einigen kleineren Scharmützeln mit Saladins leichten Einheiten, und Richard musste feststellen, dass Saladins Hauptheer noch immer intakt war. Dies führte ihm vor Augen, dass der Erfolg des Kreuzzuges selbst bei einer Eroberung Jerusalems fraglich gewesen wäre. Nach einer Eroberung der Stadt hätten die meisten Kreuzfahrer ihr Kreuzzugsgelübde als erfüllt angesehen und würden alsbald nach Europa zurückkehren. Mit den verbleibenden Kräften wäre Jerusalem sowie die Verbindung zu den Hafenstädten an der Küste auf Dauer kaum zu halten gewesen. So entschied Richard, den Zug nach Jerusalem abzubrechen und sich wieder zur Küste zurückzuziehen. Als Richard darauf hingewiesen wurde, dass am Horizont Jerusalem liege, soll er gesagt haben: „Wer Jerusalem nicht einnehmen kann, der soll es auch nicht schauen.“

#### Marsch auf Askalon
Richards Entscheidung umzukehren war unter den einfachen Soldaten sowie den Geistlichen und Chronisten höchst unpopulär, obwohl ihm die Mehrzahl der Adligen zustimmte. Insbesondere Herzog Hugo III. von Burgund, der das französische Kontingent anführte, protestierte gegen den Kurswechsel und zog mit der Mehrheit der französischen Kreuzfahrer nach Jaffa, während Richard mit dem restlichen Kreuzfahrerheer nun entlang der Küste und im Schutz seiner Flotte nach Askalon marschierte. Der französische Graf Heinrich II. von Champagne, ein Neffe Richards, blieb dabei mit einem Teil des französischen Kontingents an Richards Seite. Am 20. Januar 1192 besetzte Richard Askalon und blieb dort bis Juni. Er ließ dort eilig die von den Muslimen zerstörte Stadtmauer wieder aufbauen. Es gibt Berichte von Zeitgenossen, die gesehen haben wollen, wie er bei den Bauarbeiten selbst Hand anlegte.

#### Innere Streitigkeiten
Für Richard wurde die Notwendigkeit immer größer, den Kreuzzug zu beenden und in sein Reich zurückzukehren. Im April 1192 hatte er Nachricht erhalten, dass sein jüngster Bruder Johann in England den Thron beanspruchte und Philipp II. englische Lehen in Frankreich angriff. Wegen dieser Entwicklungen und der fehlenden Aussicht auf einen schnellen Sieg vor Jerusalem strebte Richard Waffenstillstandsverhandlungen mit Saladin an. Außerdem bemühte er sich, die Verhältnisse des Königreichs Jerusalem zu stabilisieren, zumal sich der im Vorjahr getroffene Kompromiss über die Krone Jerusalems als nicht tragfähig erwiesen hatte – König Guido mangelte es an Durchsetzungsfähigkeit gegenüber den Baronen des Königreiches, und Konrad begehrte offen gegen Guido und Richard auf. Konrad führte hinter Richards Rücken sogar Verhandlungen mit Saladin über einen Separatfrieden.
Am 16. April 1192 hielt Richard mit den Prälaten und Baronen des Reiches ein Konzil ab, auf dem diese sogleich Konrad zum neuen König von Jerusalem wählten. Als Entschädigung für Guido verkaufte ihm Richard den Kreuzfahrerstaat Zypern als Lehen, wo dieser ab Mai 1192 ein eigenes Königreich etablierte. Noch bevor Konrad von Montferrat zum neuen König von Jerusalem gekrönt werden konnte, wurde er allerdings am 28. April auf offener Straße von zwei Assassinen erstochen. Ob Richard mit den Mördern in Verbindung stand, ist ungewiss. Konrads Nachfolger wurde, mit Zustimmung der Barone und Prälaten des Reiches sowie Richards, Heinrich II. von Champagne, der dazu die Witwe Konrads, Isabella, heiratete.

#### Kampf um Jaffa
Während sich Richard nun Ende Juli 1192 mit dem Hauptheer in Akkon befand, gelang es Saladin, mit einem Gegenangriff Jaffa zurückzuerobern. Die neue muslimische Garnison wurde jedoch wenige Tage später wieder von Richard, der sich mit einer relativ kleinen, aber gut gerüsteten Truppe einschiffte, überrumpelt und Jaffa für die Kreuzfahrer gesichert (siehe Schlacht von Jaffa).

#### Frieden mit Saladin
Am 2. September 1192 kam es schließlich zu einem diplomatischen Abkommen zwischen Richard und Saladin. Die Eroberungen Richards an der Küste Palästinas wurden bestätigt – mit Ausnahme der Stadt Askalon, deren Befestigungsanlagen wieder geschleift und die Saladin übergeben wurde. Christlichen Pilgern wurde der freie Zugang nach Jerusalem ermöglicht. Außerdem einigten sich die beiden Herrscher auf einen dreijährigen Waffenstillstand. Richard verließ am 9. Oktober 1192 Palästina, womit der Dritte Kreuzzug beendet war.

#### Rückreise
Als er auf der Rückreise durch Österreich kam, ließ ihn Leopold V. gefangen nehmen und lieferte ihn schließlich an Kaiser Heinrich VI. aus. Erst nach der Zahlung eines hohen Lösegeldes und Leistung des Lehnseids auf Heinrich wurde Richard 1194 freigelassen.

## Folgen des Kreuzzuges
Der Dritte Kreuzzug hatte sein Ziel, die Rückeroberung Jerusalems, verfehlt. Die Präsenz der Kreuzfahrer im Nahen Osten wurde aber durch die Errichtung des Kreuzfahrerstaates Zypern und die Wiedererrichtung des Königreichs Jerusalem – mit Akkon als neuer Hauptstadt – vorläufig gesichert. Es war gelungen, in der Zeit, als sich Saladin auf dem Höhepunkt seiner Macht befand, die drohende völlige Vernichtung der Kreuzfahrerstaaten zu verhindern. Schon 1193 verstarb Saladin, und die Wirren um seine Nachfolge verschafften den Kreuzfahrerstaaten eine weitere Atempause.
Bereits während der Belagerung von Akkon gründeten deutsche Kreuzfahrer eine Bruderschaft zur Krankenpflege, aus der sich im Jahre 1198 der Deutsche Orden mit Sitz in Akkon entwickelte.
Der Dritte Kreuzzug zeigte deutlich, dass sich die Einzelinteressen der teilnehmenden Herrscher nicht mit der Idee vom gemeinsamen Kampf der Christen vereinen ließen. Ab dem Dritten Kreuzzug vertraten viele Kreuzfahrer nun die Ansicht, dass für eine nachhaltige Befreiung Jerusalems von muslimischer Herrschaft zuvor die Eroberung des ayyubidischen Kernlandes Ägypten notwendig sei. Durch die Spannungen mit Byzanz schied zudem der Landweg als möglicher Anreiseweg für ein Kreuzfahrerheer ins Heilige Land faktisch aus. Das Vorbild Friedrich Barbarossas motivierte auch dessen ältesten Sohn Heinrich VI. 1197, seinen Deutschen Kreuzzug zu unternehmen, der wegen des frühen Todes Heinrichs aber ebenfalls scheiterte.
Ein Münzfund wird mit dem Kreuzzug in Verbindung gebracht.